# Грибальова Валентина Олександрівна
Валентина Олександрівна Грибальова (нар. 1919, Ізоча, Невельський район Росія — 1945, Кюстрина, Польща) — радянська танкістка, учасниця Великої Вітчизняної війни, старший сержант. У роки війни — механік-водій легкого танка Т-60, потім середнього танка Т-34.

## Біографія
Народилася в 1919 році на станції Ізоча Вітебської губернії (нині село Червоне Селище Невельського району Псковської області), де провела своє дитинство.
Переїхала в Ленінград в 1932 році. Працювала комірником в автотранспортному управлінні Ленсовета і одночасно закінчила курси шоферів Осоавіахіма.
З початком Великої Вітчизняної війни комсомолка Валентина Грибальова направлена в загін Місцевої протиповітряної оборони (МППО). Як і всі, чергувала на ленінградських дахах, гасила «запальнички», допомагала витягувати з-під завалів поранених. Пережила дві блокадних зими.
У січні 1943 (за іншими даними — в 1942 році) добровільно вступила в Червону Армію (призвана до лав РСЧА Фрунзенським РВК міста Ленінграда), опанувавши спеціальність механіка-водія. Навчалася в навчальному танковому підрозділі, розташованому на Виборзькій стороні Ленінграда. Першою бойовою машиною був легкий танк Т-60, потім середній танк Т-34.
У складі 220-ї окремої танкової бригади брала участь в боях зі зняття блокади Ленінграда, на Карельському перешийку, брала участь у визволенні Естонії та Польщі.
28 серпня 1943 року бригада виведена в резерв Ленінградського фронту на переформування. У вересні 1944 року за утримання свого танка «в зразковому порядку і в бойовій готовності» механік-водій танка 1-ї танкової роти 3-го танкового батальйону сержант В. О. Грибальова була нагороджена медаллю «За відвагу».
30 листопада 1944 року бригада перейшла в підпорядкування 5-ї ударної армії 1-го Білоруського фронту. У боях 14-17 січня 1945 року 3-й танковий батальйон капітана В. Г. Кабанова у взаємодії зі стрілецьким полком 94-ї гвардійської стрілецької дивізії пробили пролом в обороні противника і, вклинившись в глибину на 12 кілометрів, першим увійшов до річки Пілиця. При прориві сильно укріпленої оборони противника старший сержант В. А. Грибальова вміло провела свою машину через мінне поле і перша прорвалася вперед, роздавивши два дзоти і три кулеметних гнізда. Тим самим вона забезпечила успішне просування радянської піхоти. Надалі, при форсуванні річки Пілиця, вона «мужньо і самовіддано» перша провела свою машину через переправу. За цей епізод 24 січня 1945 року була представлена командиром 3-го танкового батальйону капітаном В. Г. Кабановим до ордену Слави III ступеня, проте рішенням командира бригади полковника А. М. Пашкова нагорода була переглянута на орден Червоного Прапора.
З 31 січня бригада брала участь в бойових діях по утриманню Кюстрінского плацдарму на західному березі річки Одер. В боях по розширенню плацдарму старший сержант В. О. Грибальова в складі екіпажу знищила три танки PzKpfw IV, 6 гармат, дві мінометні батареї з розрахунками і до 100 солдатів офіцерів противника. При цьому відбито три контратаки противника.
20 лютого 1945 року механік-водій танка Т-34 3-го танкового батальйону старший сержант В. А. Грибальова загинула в бою. За спогадами генерал-лейтенанта Ф. Є. Бокова, який був на той час членом Військової ради 5-ї ударної армії, «всі частини і підрозділи облетіла звістка про безсмертний подвиг комсомолки механіка-водія танка старшого сержанта Валентини Олександрівни Грибальової. Її машина була в бойовому дозорі на північний захід від Кюстрина. Раптово велика група німців, вириваючись з мішка, кинулася напролом, намагаючись з'єднатися зі своїми частинами. Екіпаж атакував противника, кулеметним і гарматним вогнем знищив десятки гітлерівців. Але тим все-таки вдалося підбити бойову машину, і вона не могла рухатися. Але танкісти продовжували розстрілювати фашистських солдатів. Валю важко поранило. Стікаючи кров'ю, вона трималася до останнього патрона, до останнього подиху.»
Похована на центральній площі села (нім. Darrmietzel нині Даргомишль в гміні Дембно Мислібурського повіту Західнопоморського воєводства, Польща).

## Сім'я
Мати — Домна Олексіївна Грибальова, проживала в Ленінграді на вулиці Фонтанка.

## Нагороди
- орден Червоного Прапора (15 лютого 1945)
- орден Вітчизняної війни I ступеня (11 березня 1945)
- медалі:
  - медаль «За відвагу» (26 вересня 1944)
  - медаль «За оборону Ленінграда»

## Пам'ять
20 січня 1969 року ім'ям В. А. Грибальової названа вулиця в Виборзькому районі Ленінграда (нині Санкт-Петербург). На будинку № 6 встановлено меморіальну дошку.
В її честь також названо вулицю в Невель.
У селі Нова Ізоча в пам'ять В. А. Грибальової поставлений обеліск.